# Cascade de Coo
Cascade de Coo är ett vattenfall i Belgien.   Det ligger i provinsen Liège och regionen Vallonien, i den östra delen av landet, 120 km öster om huvudstaden Bryssel. Cascade de Coo ligger 304 meter över havet.
Terrängen runt Cascade de Coo är huvudsakligen lite kuperad. Cascade de Coo ligger nere i en dal. Närmaste större samhälle är Stavelot, 3,6 km öster om Cascade de Coo. 
I omgivningarna runt Cascade de Coo växer i huvudsak blandskog. Runt Cascade de Coo är det ganska glesbefolkat, med 38 invånare per kvadratkilometer.